# نایتس فری (کالیفرنیا)
نایتس فری (به انگلیسی: Knights Ferry) یک منطقهٔ مسکونی در ایالات متحده آمریکا است که در کالیفرنیا واقع شده‌است.